# LEFTY2
LEFTY2‏ (Left-right determination factor 2) هوَ بروتين يُشَفر بواسطة جين LEFTY2 في الإنسان.